# Теннис на летней Универсиаде 1959
На первой летней Универсиаде в Турине (Италия) было разыграно 5 комплектов наград (2 — у мужчин, 2 — у женщин и 1 — в миксте).

## Медали

### Общий зачёт
(Жирным выделено самое большое количество медалей в своей категории)
| Место | Страна       | Золото | Серебро | Бронза | Всего |
| ----- | ------------ | ------ | ------- | ------ | ----- |
| 1     | Италия       | 2      | -       | 2      | 4     |
| 2     | Франция      | 1      | 1       | 1      | 3     |
| 3     | СССР         | 1      | -       | -      | 1     |
| 3     | Япония       | 1      | -       | -      | 1     |
| 5     | Чехословакия | -      | 3       | 1      | 4     |
| 6     | ФРГ          | -      | 1       | 1      | 2     |
|       | Всего        | 5      | 5       | 5      | 15    |

## Победители и призёры
| Дисциплина                | Золото                                | Серебро                           | Бронза                             |
| ------------------------- | ------------------------------------- | --------------------------------- | ---------------------------------- |
| Мужчины, одиночный разряд | Франсуа Жоффре (Франция)              | Павел Бенда (Чехословакия)        | Дрисальди (Италия)                 |
| Мужчины, парный разряд    | Хана / Масао Нагасаки (Япония)        | Рейманн / Вундерлик (ФРГ)         | Шевалье / Франсуа Жоффре (Франция) |
| Женщины, одиночный разряд | Рязанова (СССР)                       | Страхова (Чехословакия)           | Мария-Тереза Ридл (Италия)         |
| Женщины, парный разряд    | Раморино / Мария-Тереза Ридл (Италия) | Хорчикова / Страхова (Чехословаа) | Хаас / Тимм (ФРГ)                  |
| Смешанный разряд          | Дрисальди / Раморино (Италия)         | Шевалье / Лиеффриг (Франция)      | Шонборн / Страхова (Чехословакия)  |

## Ссылка
- Результаты турнира по теннису летней Универсиады 1959 на сайте hickoksports.com  (англ.)